# Yūsei Ogasawara
Yūsei Ogasawara (jap. 小笠原 侑生, Ogasawara Yūsei; * 16. April 1988 in Ehime) ist ein ehemaliger japanischer Fußballspieler.

## Karriere
Yūsei Ogasawara erlernte das Fußballspielen in der Jugendmannschaft des Zweitligisten Ehime FC sowie in der Universitätsmannschaft der Kyoto Sangyo University. Seinen ersten Vertrag unterschrieb er bei seinem Jugendverein Ehime FC. Nach 26 Spielen wechselte er 2013 zum Ligakonkurrenten V-Varen Nagasaki nach Nagasaki. 2016 zog es ihn nach Thailand. Hier wurde er vom Nakhon Pathom United FC verpflichtet. Der Verein aus Nakhon Pathom spielte in der Zweiten Liga, der Thai Premier League Division 1. 2017 wechselte er in die Erste Liga, wo er sich dem Sisaket FC aus Sisaket anschloss. Die Hinrunde spielte er 10-mal für Sisaket. Zur Rückrunde ging er nach Prachuap zum dort ansässigen Zweitligisten PT Prachuap FC. Mit dem Verein belegte er den dritten Tabellenplatz und stieg somit in die Erste Liga auf. Nach dem Aufstieg wechselte er 2018 zum Zweitligisten Kasetsart FC nach Bangkok. Nach 14 Spielen und drei Toren in der Hinrunde wechselte er zur Rückrunde zum ebenfalls in der Zweiten Liga spielenden Nongbua Pitchaya FC nach Nong Bua Lamphu. Nach Ende der Saison wurde der Vertrag nicht verlängert.
Am 1. Dezember 2018 beendete Yūsei Ogasawara seine Karriere als Fußballspieler.